# Villa Lug ins Land

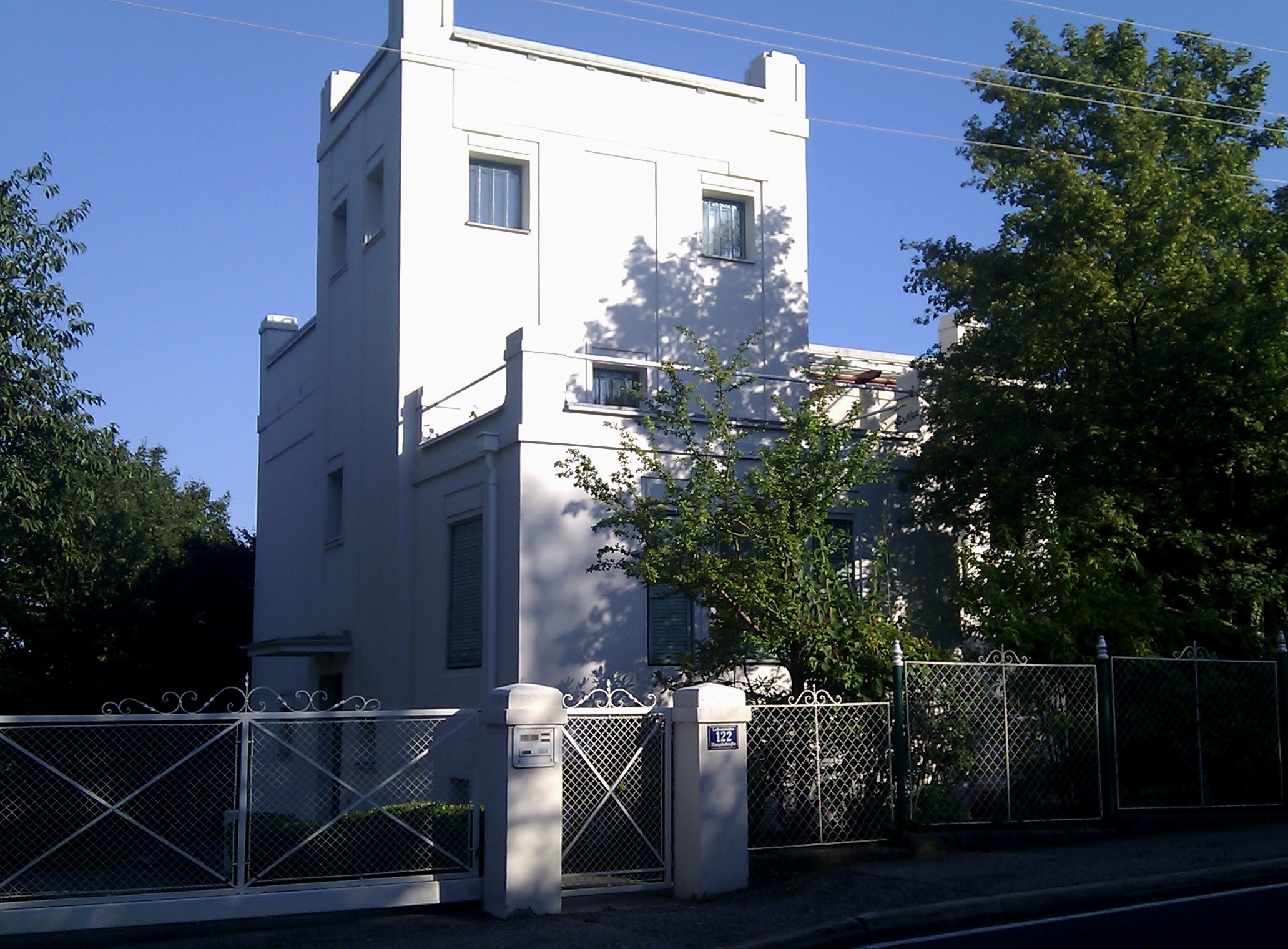
Die Front der Villa Lug ins Land

Die Villa Lug ins Land liegt in der Marktgemeinde Laßnitzhöhe in der Steiermark. Das Gebäude steht unter Denkmalschutz (Listeneintrag).

## Lage
Das Grundstück liegt direkt an der Laßnitzhöher Hauptstraße, im Bereich der Sturmannvillen. Bevor die Gemeinde Wöbling und Teile der Gemeinden Höf-Präbach und Nestelbach bei Graz 1951 zur Gemeinde Laßnitzhöhe zusammengelegt wurden, befand sich die Villa in der Ortschaft Buckelberg der Gemeinde Nestelbach bei Graz.

## Geschichte und Architektur
Die Villa wurde 1905 von dem Architekten Adalbert Pasdirek-Coreno geplant und für die Grazer Likörfabrikantenfamilie Maria und Josef Anton Mlekus errichtet. 1906 wurde durch den Kauf eines weiteren Grundstück eine Garten- bzw. Parkanlage mit Wasserbecken angelegt. Der nördliche Zubau stammt aus den 1930er Jahren. Die mediterrane, zweckmäßige Architektur mit Flachdach und kubischen Formen steht in starkem Kontrast zum altdeutschen Stil des Kurhauses und der meisten Villen des Späthistorismus, die im selben Zeitraum im Ort errichtet wurden.
Die Außenmauern der Villa sind einheitlich weiß gestrichen, die einzelnen Zimmer sind in kräftigen Farben gestaltet. Auf dem Gelände befinden sich noch ein Wirtschaftsgebäude und ein Bad.
„Pasdirek-Coreno experimentierte hier früh mit einem als Dachterrasse begehbaren Flachdach, als Josef Hoffmann gerade erst sein Sanatorium Purkersdorf bei Wien fertigstellte. Adolf Loos errichtete seine berühmten Wiener Flachdachvillen überhaupt erst Jahre später, weshalb die Villa in Laßnitzhöhe zu den frühesten Beispielen in Österreich gezählt werden kann. Die ursprüngliche Möblierung, von der so gut wie nichts mehr erhalten ist, bestand aus einfachen, kubischen Schränken, Tischen und Sesseln, die aber ganz im Sinne der Entstehungszeit gesamtkunstwerkartig konzipiert waren, indem die Möbelformen die architektonischen Formen des Gebäudes im Kleinen wieder aufgriffen. Am besten vergleichbar waren diese mit Entwürfen von Adolf Loos (abstrahierte Form) und Otto Wagner (Metallhülsen am Fuß der Möbelbeine).“
Die Villa ist mit Jugendstilinterieur eingerichtet und befand sich bis 2022 in Privatbesitz. Sie wurde 2022 an die BK-Immo verkauft, die wiederum die historische Zaunanlage, die nicht unter Denkmalschutz stand entfernte und eine Verbauung der Parkanlage bei der Baubehörde eingereicht hat.